# Stupinigi
Stupinigi (Stupinis in piemontese) è l'unica frazione del comune di Nichelino, a sua volta conurbato a sud dell'area metropolitana di Torino, in Piemonte. Ha 137 abitanti al 2021, e vi sono collocati la celebre Palazzina di caccia, capolavoro di Filippo Juvarra, con l'annesso parco naturale che ospita anche il Castelvecchio di Stupinigi, più un castello medioevale che fu residenza dei marchesi Pallavicino.
Confina con i territori delle città di Torino e Nichelino e dei comuni di Vinovo, Candiolo e Orbassano.

## Storia
Non si sa precisamente dove sia questa costruzione ma più o meno nelle zone di altri feudi, il territorio definito in età medioevale Suppunicum si estende su una zona di bosco e terreno agricolo a Stupinigi Candiolo, presentava già un piccolo castello, intorno al 1340-1350, fu venduta dalle famiglie dei Signori di Cavoretto ai "Principi" (con diploma Imperiale dei Solari), nobili Astigiani. La primitiva Palazzina fu costruita nel 1360 da Bonifacio Solaro.
Il castello, chiamato Castelvecchio, fu abitato dai Savoia-Acaia che nel 1439 lo vendettero al marchese Rolando Pallavicino. Nel 1563, la proprietà fu ceduta a Emanuele Filiberto, quando questi trasferì la capitale del Ducato di Savoia da Chambéry a Torino. In seguito Emanuele Filiberto donò il territorio di Stupinigi all'Ordine dei santi Maurizio e Lazzaro, noto oggi come Ordine Mauriziano.
Nel 1729 Vittorio Amedeo II, nella sua veste di Generale Gran Maestro dell'Ordine, decise la costruzione dell'attuale Palazzina come residenza della famiglia reale e della nobiltà torinese durante le battute di caccia. Nel 1832 la Palazzina passò alla famiglia reale, nel 1919 fu ceduta al Demanio statale, e nel 1925 ritornò all'Ordine, così come le proprietà circostanti.
La frazione fu separata dal territorio comunale di Vinovo e aggregata a quello di Nichelino il 26 luglio 1868.
La Palazzina di Caccia è in restauro dal 1987. Su di essa e sull'adeguamento museale lavorano gli architetti Roberto Gabetti (1925-2000), Aimaro Oreglia d'Isola e Maurizio Momo.

## Il parco
Il Parco naturale di Stupinigi è stato istituito nel 1991 e si estende per 1732 ettari, comprendenti zone agricole e boschive. Oltre al territorio di Nichelino interessa anche parte di quelli dei comuni confinanti di Candiolo e Orbassano.
I cervi sono scomparsi da più di un secolo, ma l'area è ancora popolata da scoiattoli, moscardini, volpi, donnole, faine, lepri, e varie specie di volatili, tra i quali la cicogna bianca. È collegato al Parco fluviale del Po di Torino Sud e a Pinerolo da due piste ciclabili.